# Łysak (wzgórze)
Łysak (427 m) – wzgórze na Wyżynie Częstochowskiej w obrębie pasma wzgórz zwanego Skałami Kroczyckimi. Na mapie Geoportalu opisane jest także jako Jastrzębniak i znajduje się w granicach wsi Kroczyce w województwie śląskim, powiecie zawierciańskim, w gminie Kroczyce, między Górą Popielową na zachodzie i wzgórzem 420 m na południowym wschodzie.
Wzgórze jest całkowicie porośnięte lasem. Znajdują się w nim płaty rzadkiej w Polsce buczyny storczykowej, a niektóre drzewa mają wiek ponad 100 lat. Wśród gatunków storczyków rosną tutaj: podkolan biały (Platantera biforia), buławnik wielkokwiatowy (Cephalantera alba), buławnik mieczolistny (Cephalantera longifolia), kruszczyk szerokolistny (Epipactis helleborine), kruszczyk rdzawoczerwony (Epipactia atrorubens), gnieźnik leśny (Neotia nidus-avis). Wzgórze wchodzi w skład Specjalnego Obszaru Ochrony Siedlisk Natura 2000 Ostoja Kroczycka.
Na wzgórzu Łysak znajduje się wiele skał: Piramida, Wysoki Okap, Turnia z Dziurą, Jastrzębnik, Palec, Szerokie Okapy, Wieżyca i Dziób Jastrzębia. Na kilku z nich uprawiana jest wspinaczka skalna, a niektóre skały są dla wspinaczy bardzo atrakcyjne. Masywna i wysoka na 43 m turnia Jastrzębnik jest najwyższą skałą w całej północnej części Jury. Na Wieżycę brak łatwych wejść; najłatwiejsze to VI.1+ w skali polskiej. Wiele jest dróg trudnych i nadal rejon nie jest całkowicie wyeksploatowany – wciąż istnieją możliwości tworzenia nowych dróg.
W skałach Łysaka znajduje się kilka jaskiń i schronisk: Jaskinia Mrowia w Łysaku, Jaskinia w Kruczej Skale, Młyńskie Okna w Łysaku, Piętrowy Schron w Łysaku, Schronisko w Łysaku Pierwsze, Schronisko w Łysaku Drugie, Schronisko w Łysaku Trzecie, Studnia Tarnogórska, Szczelina w Łysaku Pierwsza, Szczelina w Łysaku Druga, Jaskinia pod Bramą w Jastrzębniku, Schronisko bez Stropu, Schronisko w Skałach Kroczyckich Piąte.

## Historia
Na skałach Łysaka wspinano się już dość dawno i obecnie nie da się ustalić kiedy po raz pierwszy zdobyto turnie Wieżycy i Jastrzębnika (są to jedyne turnie, na które brak łatwych wejść). Być może było to jeszcze przed erą direttissimy. W skałach pozostały po niej drewniane kołki tkwiące w rysach i rdzawe zacieki po stalowych nitach. Wiadomo, że w latach 70. i 80. XX wieku pokonane zostały klasycznie z dolną asekuracją wszystkie rysy. W latach 90. zaczęto w skałach montować ringi i spity i na skałach zaczęły się zagęszczać nowe drogi wspinaczkowe. Obecnie większość dróg ma atestowane punkty asekuracyjne, nadal jednak istnieją jeszcze nie zdobyte projekty.

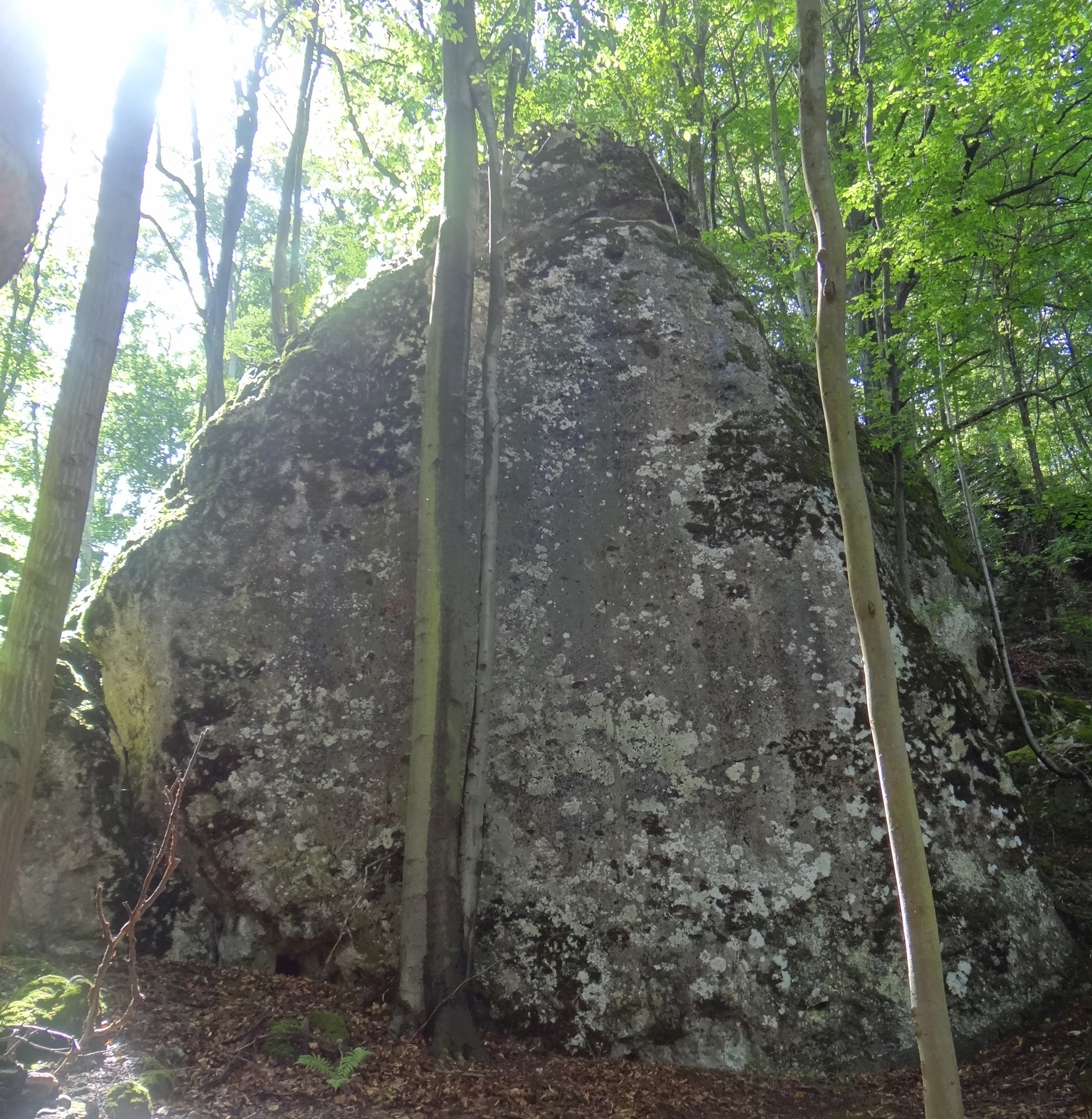
Piramida
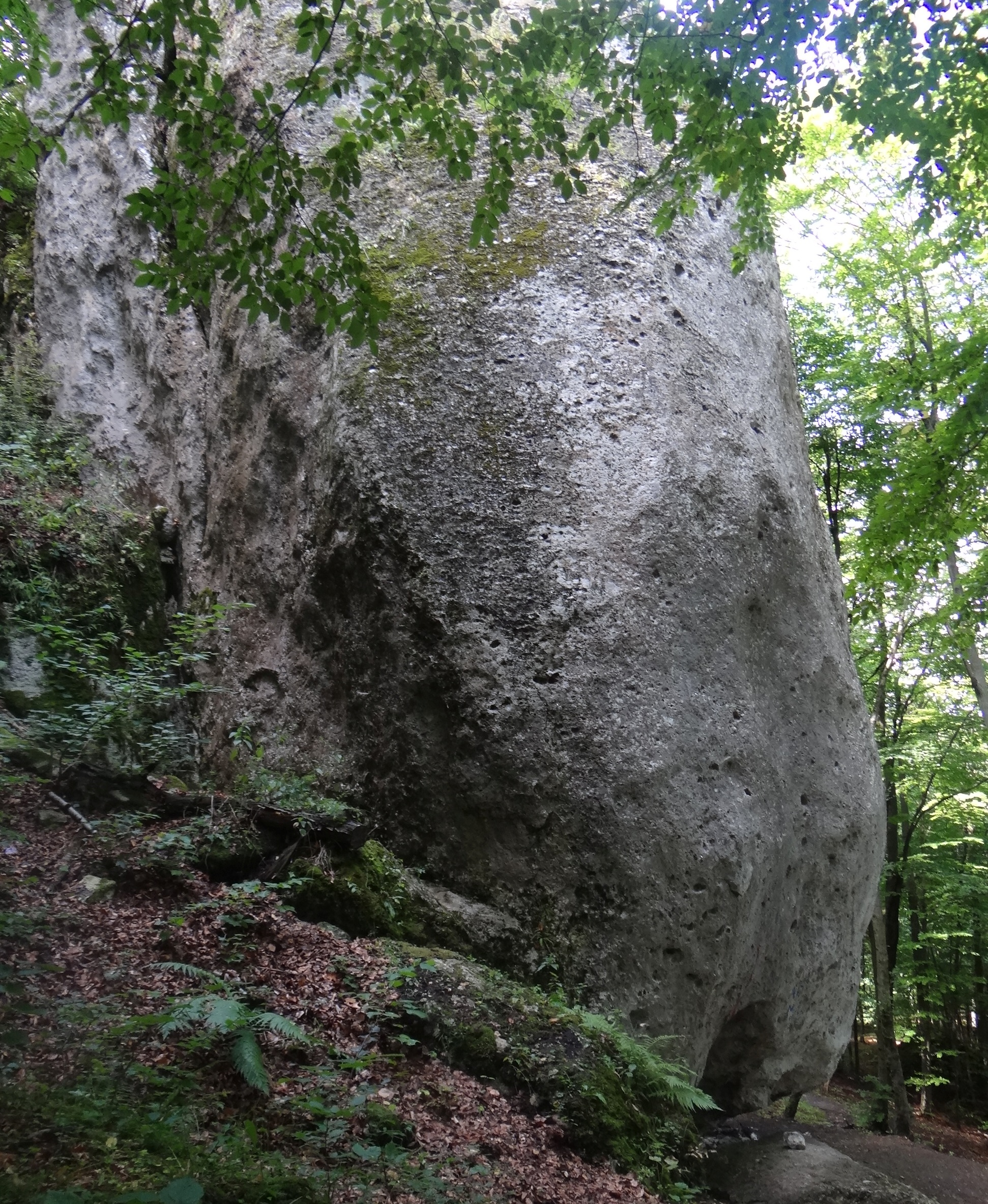
Wysoki Okap
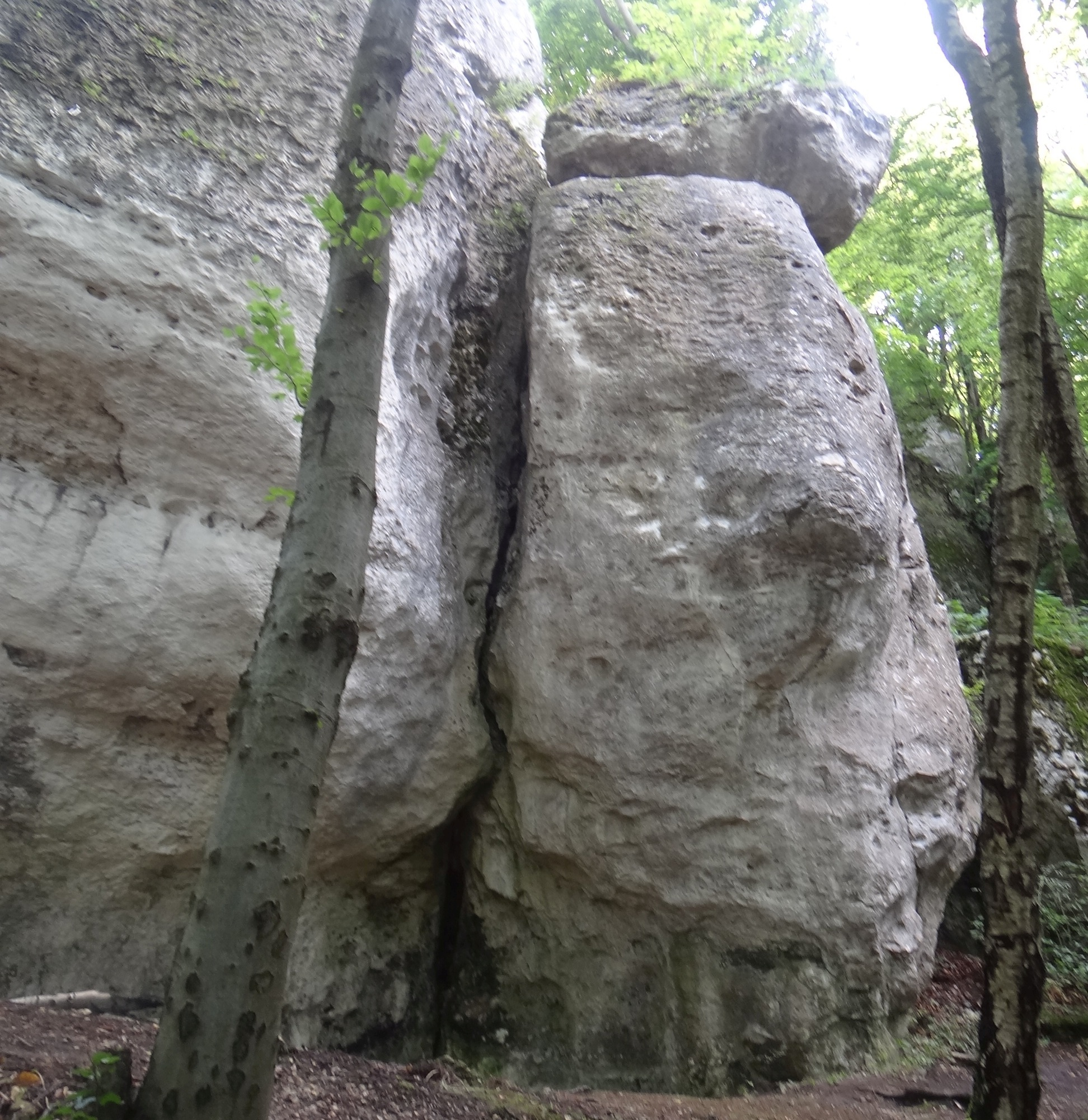
Turnia z Dziurą
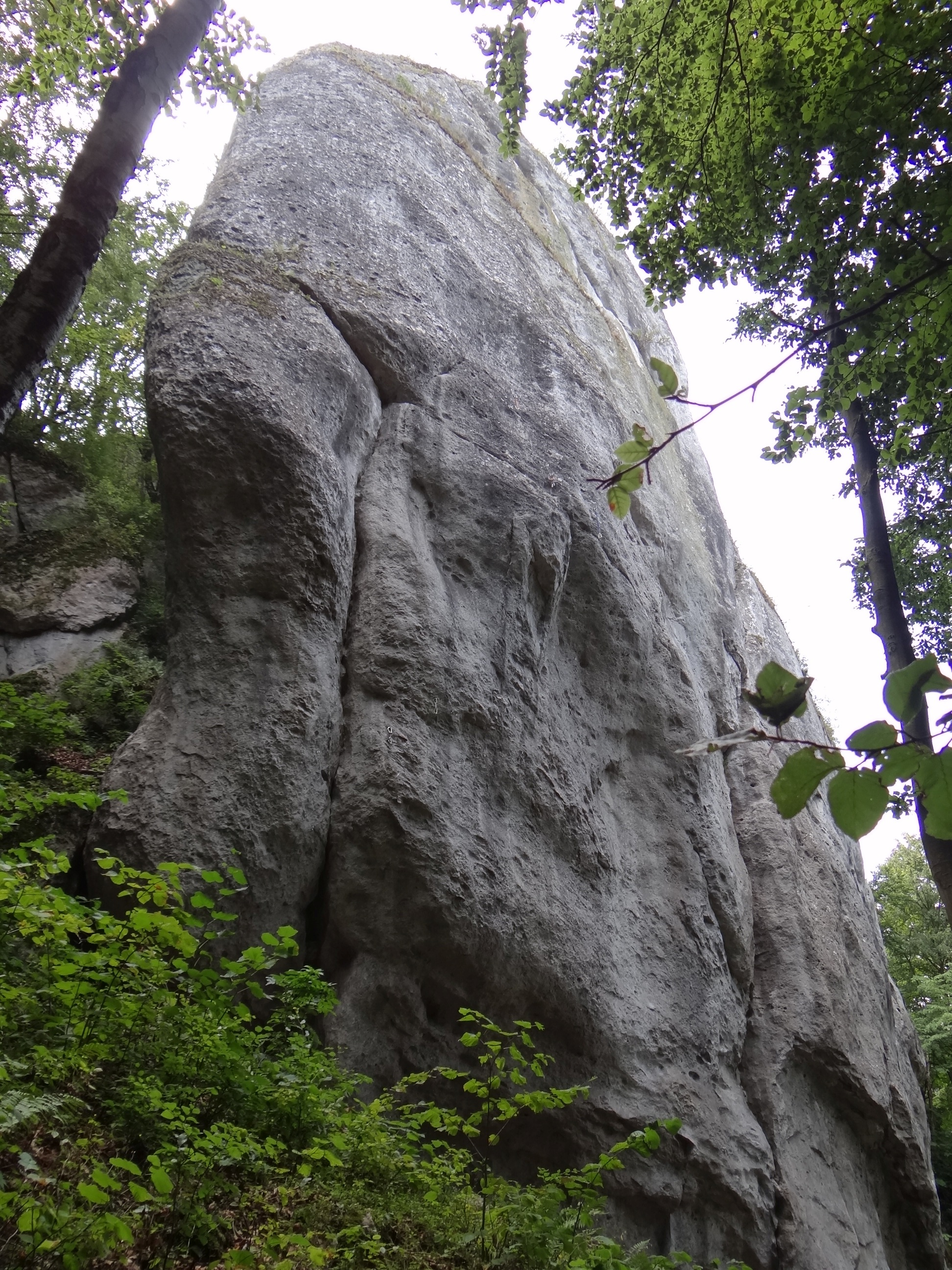
Jastrzębnik
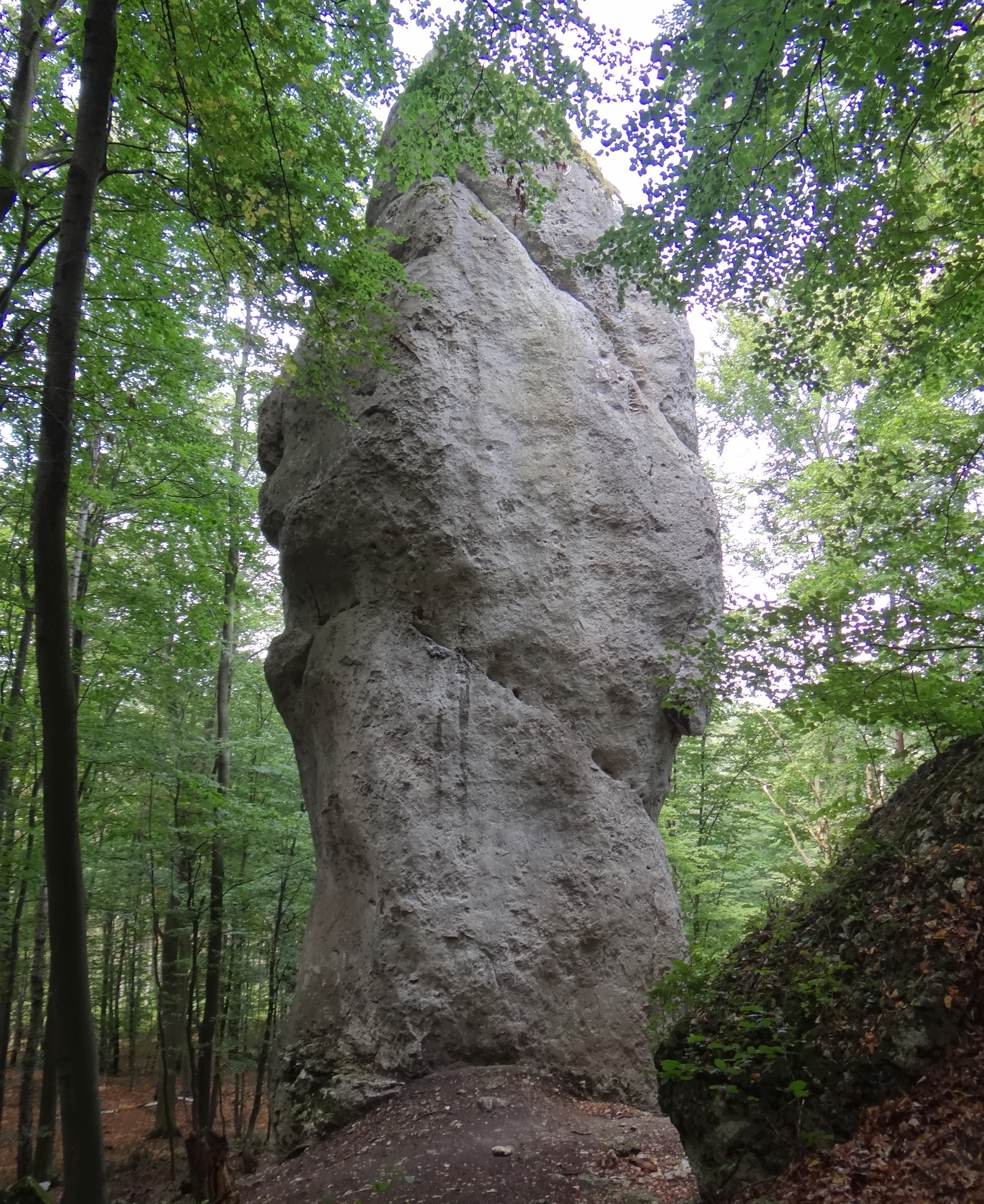
Wieżyca
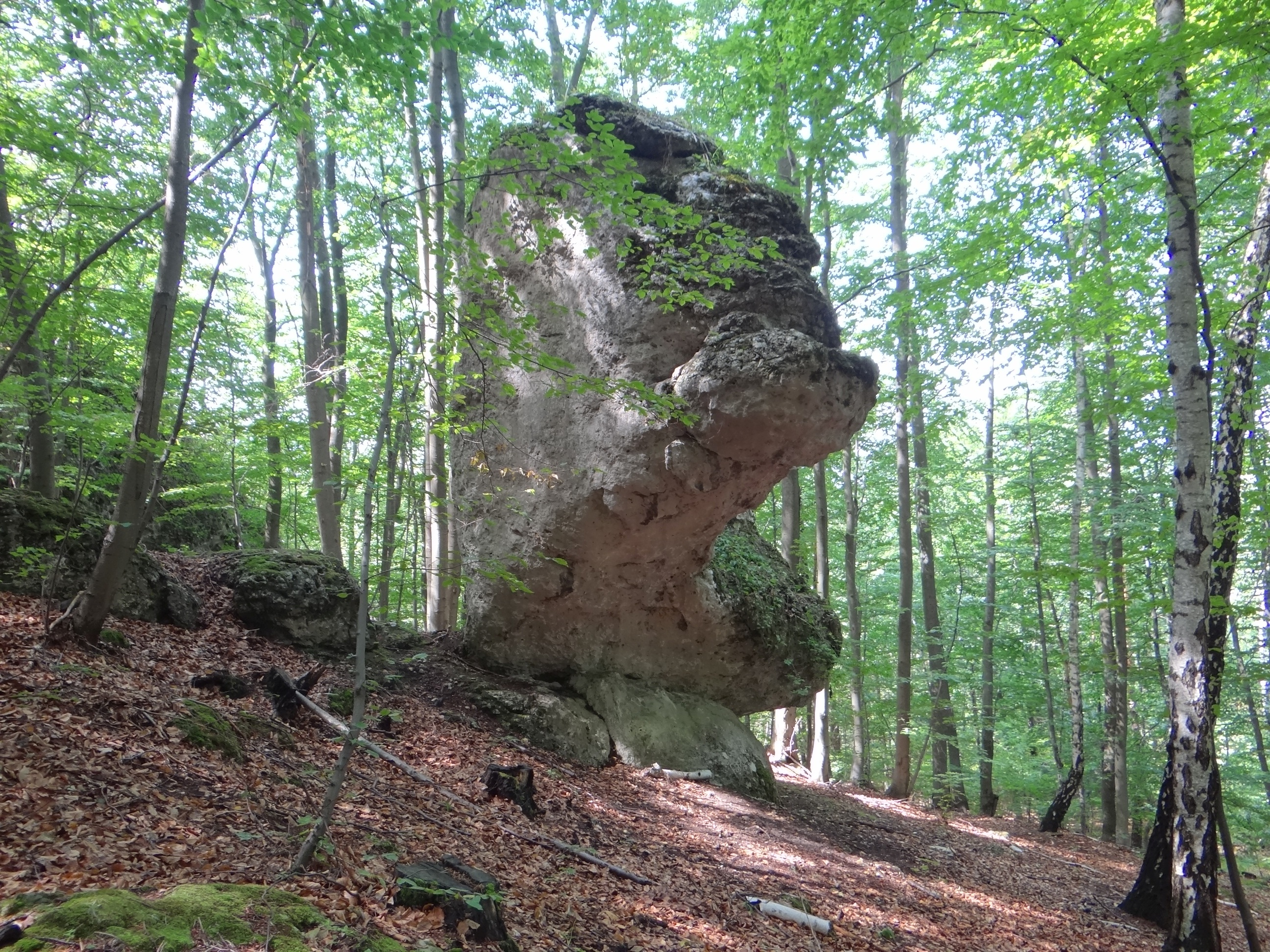
Dziób Jastrzębia

## Szlak turystyczny
Zalew Dzibice – Słupsko – Kołaczyk – Góra Zborów – Centrum Dziedzictwa Przyrodniczego i Kulturowego Jury – Rzędkowickie Skały – Włodowice